# Thomas Sippel
Thomas Sippel (* 1957 in Fulda) ist ein deutscher Verwaltungsjurist. Er war von 2000 bis 2012 Präsident des Thüringer Landesamtes für Verfassungsschutz.

## Leben
Der aus Hessen stammende Sippel war nach einem Studium der Rechtswissenschaft von 1987 bis 2000 in verschiedenen Positionen im Bundesamt für Verfassungsschutz tätig. Von 1999 bis 2000 arbeitete er am NATO Defence College in Rom. Von November 2000 bis zum 3. Juli 2012 war er als Nachfolger von Helmut Roewer Präsident des Thüringer Verfassungsschutzes in Erfurt. Mit Wirkung vom 1. Oktober 2013 übernahm er die Leitung der Zentralabteilung im Bundesamt für Kartographie und Geodäsie in Frankfurt am Main.

## Diskussion zu Rechtsextremismus und Verfassungsschutz in Thüringen
Die Namen der als Nationalsozialistischer Untergrund im November 2011 öffentlich gewordenen Rechtsextremisten aus Jena waren Sippel schon länger bekannt. Gegenüber der Zeitschrift Focus sagte er, dass er bereits bei seinem Amtsantritt habe prüfen lassen, ob die drei mutmaßlichen Terroristen als Informanten des Verfassungsschutzes gearbeitet hätten. Der Verfassungsschutzbericht Thüringen 1998 (1999) nannte die Namen bereits im Abschnitt „Rohrbombenfund in Jena“ auf Seite 39.
In einer Anhörung der Parlamentarischen Kontrollkommission des Thüringer Landtags am 20. Juni 2012 wurde Thomas Sippel das Wort entzogen, da sich die Abgeordneten durch seine Ausführungen ungenügend bzw. falsch informiert gefühlt hatten. Der Thüringer Innenminister Jörg Geibert versetzte ihn daraufhin am 3. Juli 2012 mit der Begründung des mangelnden Vertrauens im Parlament in den einstweiligen Ruhestand.
Über seinen Vorgänger Helmut Roewer, der im Juni 2000 vom Dienst suspendiert und im August 2000 in den einstweiligen Ruhestand versetzt worden war, nachdem er offensichtlich Gelder des Amtes benutzt hatte, um bis heute unbekannte Quellen zu bezahlen, äußerte sich Sippel gegenüber der ARD-Sendung Brisant am 14. November 2011 dahingehend, dass er es für vorstellbar halte, dass Roewer in den 1990er-Jahren Informanten auf eigene Rechnung geführt haben könnte. Bereits im Jahr 2009 bestätigte er gegenüber dem Thüringen Journal des MDR Zweifel an der Kassenführung der Thüringer NPD. Zitat: Das Landesamt für Verfassungsschutz erklärte auf Anfrage des MDR, dass in der Szene immer wieder der Verdacht geäußert worden sei, dass sich die Veranstalter die Gelder „in die eigene Tasche“ steckten. Der Verfassungsschutz wolle die Vorgänge nun untersuchen, sagte Präsident Thomas Sippel dem MDR. Bisher habe die Behörde dahingehend noch nicht recherchiert.